# Erasme Louis Surlet de Chokier
Erasme Louis Surlet de Chokier (Luik, 27 november 1769 – Gingelom, 7 augustus 1839) was een Belgische politicus en edelman. In 1816 werd hij aangesteld als baron in de Nederlandse adel. Na de Belgische Revolutie werd hij verkozen tot voorzitter van het Nationaal Congres. Omdat de zoektocht naar een koning voor het nieuwe koninkrijk een tijdje duurde, werd Surlet de Chokier benoemd als regent voor vijf maanden. Door het regentschap was de Chokier het eerste staatshoofd van België.

## Biografie

### Afkomst
Surlet de Chokier behoorde tot een oud geslacht van Luikse adel in het oude graafschap Loon. De vijf zoons van stamvader Erasme Chokier, onder wie drie kanunniken in Luik, kregen in 1668 de op alle nazaten overdraagbare titel van baron van het Heilige Roomse Rijk en in 1745 mocht zijn grootvader Arnould Chokier, een 'de' voor zijn naam schrijven. Zijn ouders waren Jean-Arnold de Chokier, heer van Gingelom, advocaat en gemeenteraadslid van Luik, en Marie-Gertrude Desprez.

### Luikse Revolutie
Tijdens de Luikse Revolutie van 18 augustus 1789 maakte de 20-jarige Surlet de Chokier deel uit van het kamp van de patriotten, die onder invloed van de Franse Revolutie, het Luikse regeringsgebouw binnenvielen en de prins-bisschop Franciscus Antonius de Méan de Beaurieux dwongen tot vluchten. Toen de militie in 1790 door de Oostenrijkse troepen werd verpletterd, vluchtte hij naar Breda in de Verenigde Provincies. Na de Oostenrijkse nederlaag, het definitieve vertrek van de prins-bisschop en de installatie van de Franse troepen in het prinsbisdom Luik, keerde hij terug naar zijn geboorteplek Gingelom.

### Franse periode
Na de Franse annexatie van de Oostenrijkse Nederlanden in 1795, werd hij een toegewijde voorstander van de Franse Revolutie en daarna van Napoleon Bonaparte. In 1800, werd hij op 31-jarige leeftijd gekozen tot burgemeester van Gingelom en werd hij lid van de departementale raad van Nedermaas. In 1812 werd hij lid van de Franse Nationale Vergadering.

### Nederlandse periode

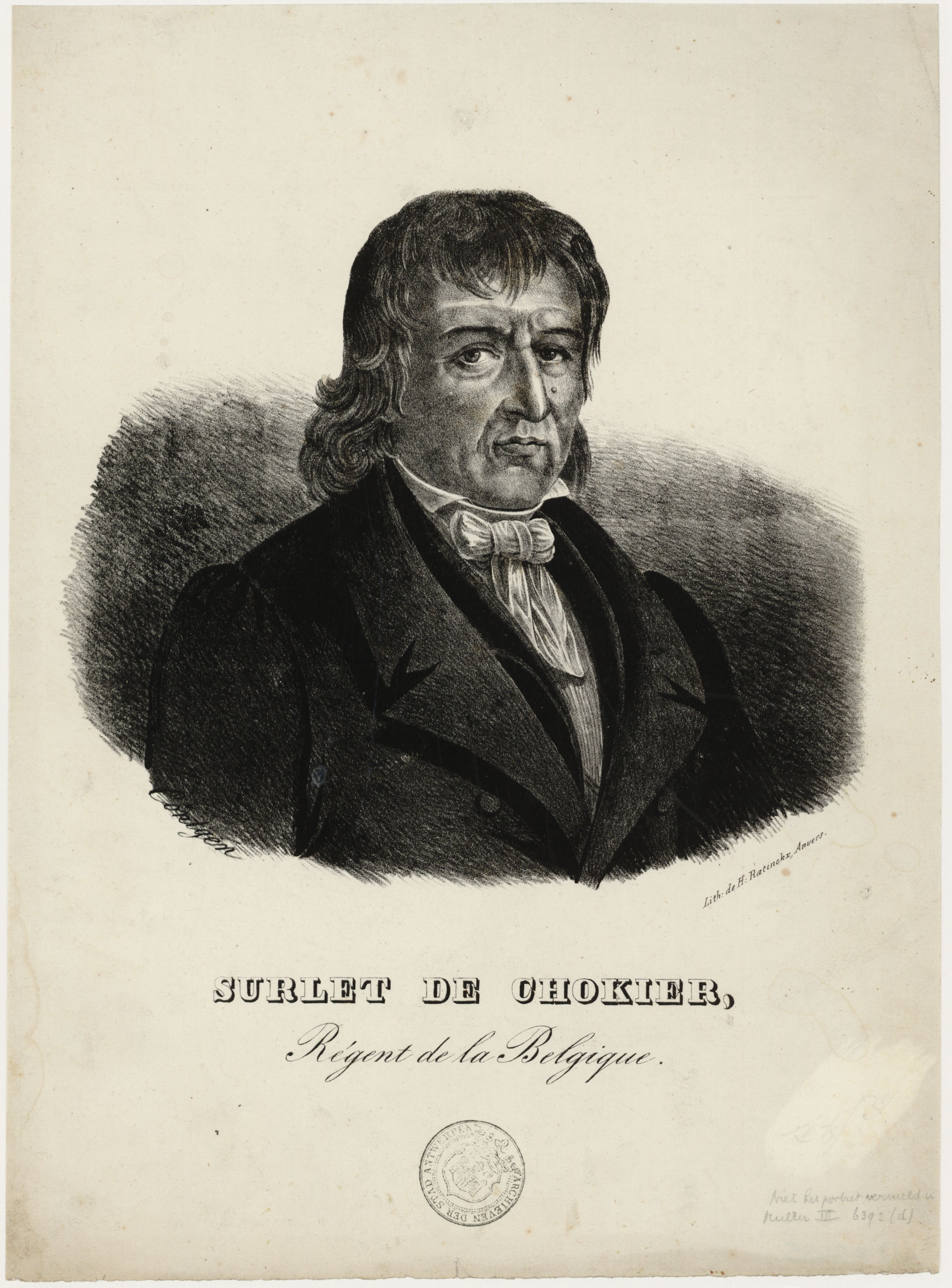
Surlet de Chokier.

Na de nederlaag van Napoleon bij de Slag bij Waterloo, werd het huidige België toegevoegd aan het Verenigd Koninkrijk der Nederlanden op het Congres van Wenen in 1815. Surlet de Chokier trad op als leider van de Zuidelijke oppositie in de Tweede Kamer van de Staten-Generaal. Zijn stokpaardjes waren vooral de eerbiediging van de parlementaire procedures, en de te grote macht van de regering en de koning. Door zijn verzet tegen de regering en vanwege zijn kritische en scherpzinnige aard kreeg hij de bijnaam 'Surlet de Choquant' (Surlet de ergerlijke). In 1816 werd hij door koning Willem I tot baron in de Nederlandse adel benoemd, maar door zijn oppositie tegen de koning, zorgde Willem er persoonlijk voor dat hij in 1828 niet meer verkozen werd voor de Tweede Kamer.
Het proces tegen Jean-François Hennequin had ondertussen de reputatie van Surlet de Chokier als oppositielid nog verstevigd. Hennequin was mede-burgemeester van Maastricht en had een bevel van de koning over de betalingen aan de Burgerwacht naast zich neergelegd. Hij werd voor het hof van assisen in Luik gedaagd en werd er verdedigd door Surlet de Chokier, samen met Charles Destouvelles en Etienne de Sauvage. Hennequin werd vrijgesproken en de Chokier kwam bij de regering nog meer in een slecht daglicht te staan, vanwege de agressieve taal die hij had gesproken. De beschuldigde en zijn drie advocaten zouden elkaar in 1830 terugvinden als leden van het Nationaal Congres.
Het belette niet dat Surlet de Chokier toenadering zocht en in brieven aan minister Anton Reinhard Falck verzoenende woorden sprak. Het resultaat bleef niet uit. In 1824 werd hij tot schout benoemd en in 1825 opnieuw tot burgemeester van Gingelom. Maar ondertussen was de oppositie in de Zuidelijke Nederlanden aan het groeien en sloot hij zich aan bij de voorstanders van het unionisme tussen katholieken en liberalen.
Ook al was hij gaandeweg gewonnen voor een bestuurlijke scheiding tussen Noord en Zuid, bleef hij voorstander van het Verenigd Koninkrijk der Nederlanden. In augustus 1830 voegde hij zich niet bij de voorstanders van de scheuring. In september trok hij naar de extra zitting van de Tweede Kamer in Den Haag, waar hij zijn mening verkondigde: behoud van de Oranjedynastie en van een gemeenschappelijk beleid inzake financies, landsverdediging, marine en kolonies, terwijl justitie, onderwijs, eredienst, openbare werken moesten gescheiden worden. Zijn stellingen werden al vlug achterhaald toen het Voorlopig Bewind werd gevormd en de onafhankelijkheid uitgeroepen.

### Belgische Revolutie
Na de Belgische Revolutie, stelde Surlet de Chokier zich kandidaat voor het Nationaal Congres, de grondwetgevende en voorlopige vergadering van het onafhankelijk België. Hij stelde zich kandidaat in het Arrondissement Hasselt en werd verkozen. Tijdens de eerste zitting van het Nationaal Congres werd Surlet de Chokier verkozen tot voorzitter. Hij werd met een 'liberaal' etiket voorgedragen, tegen de katholiek Etienne de Gerlache. Er waren toch nog drie stemronden nodig en het vroeg enige tijd om hem als centrumfiguur te doen aanvaarden. Onder zijn voorzitterschap werd vrij snel de eerste Belgische Grondwet goedgekeurd.
Surlet de Chokier kwam als voorzitter niet tussenbeide in de debatten, tenzij voor dienstmededelingen. Hieruit was zijn persoonlijke mening niet af te leiden. Die bleek al evenmin uit zijn kiesgedrag. Hij stemde als voorzitter altijd als laatste en altijd voor het standpunt van de meerderheid. Zo komt het dat hij, tegen zijn overtuiging, stemde bij de uitsluiting van de Nassaus van de Belgische troon. Hij stemde voor het erfelijk koningschap en voor een verkozen senaat. Op 25 januari 1831 liet hij zich wel wat duidelijker kennen, door een van de 51 indieners te zijn van het voorstel om Lodewijk van Orléans, de hertog van Nemours, tot koning van België te kiezen. De verkiezing van deze kandidaat draaide op niets uit, omdat Lodewijks vader, Lodewijk Filips I van Frankrijk, onder druk van de grote mogendheden, onder andere het Verenigd Koninkrijk van Groot-Brittannië en Ierland, deze benoeming afwees.

## Regentschap

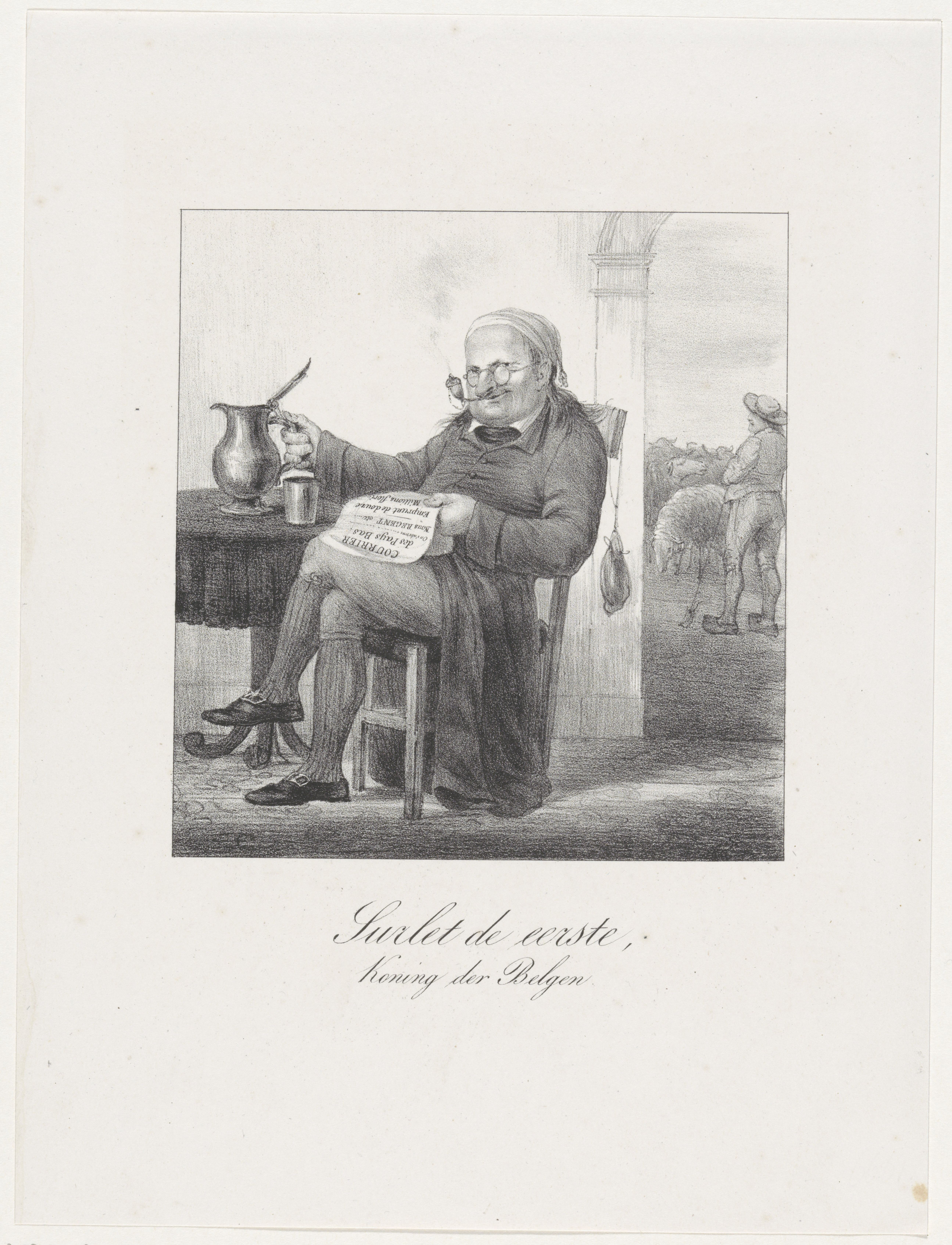
Spotprent op het regentschap van Surlet de Chokier. Hij is voorgesteld als een gewone burger.

Omdat het nog enige tijd duurde om een passende kandidaat te vinden voor het koningschap, besliste men om een regent aan te stellen. Hiervoor had Surlet de Chokier de gepaste kwaliteiten: zijn prestige als voorzitter van het Nationaal Congres, het feit dat hij aanvaardbaar was voor links en rechts, geen slechte reputatie op internationaal vlak en niet te ambitieus, in tegenstelling tot de andere kandidaat Félix de Mérode.

#### Beleid
Op 24 februari 1831 werd hij verkozen als regent van België. Het land stond er echter niet goed voor. Er dreigde chaos: binnenlands trad er radicalisering op na de (mislukte) orangistische staatsgreep van Ernest Grégoire en Jacques Van der Smissen in februari-maart 1831, Vlaamse handelaars wilden een terugkeer naar Nederland en export naar de Nederlandse kolonies, Waalse industriëlen wilden een aanhechting bij Frankrijk, een goede klant van hun steenkool en wapens, internationaal lag het Verenigd Koninkrijk van Groot-Brittannië en Ierland dwars, omdat het een te grote toenadering tot Frankrijk vaststelde. Ondertussen werd het Voorlopig Bewind onpopulair vanwege de verslechterende economische toestand. In dit klimaat vervulde Surlet de Chokier zijn grondwettelijke functie op een uiterst voorzichtige en minimalistische wijze, uit respect voor de grondwet volgens de enen, uit onbekwaamheid volgens de anderen. De regeringen die Surlet de Chokier benoemde, bleven niet lang in functie. De bekendste regering is deze onder leiding van Etienne de Sauvage. Het was merkwaardig dat de regent geen wetgevende bevoegdheden had. Hij kon dus geen wetten afkondigen, een parlementair decreet van 24 februari 1831 verhinderde hem dat.

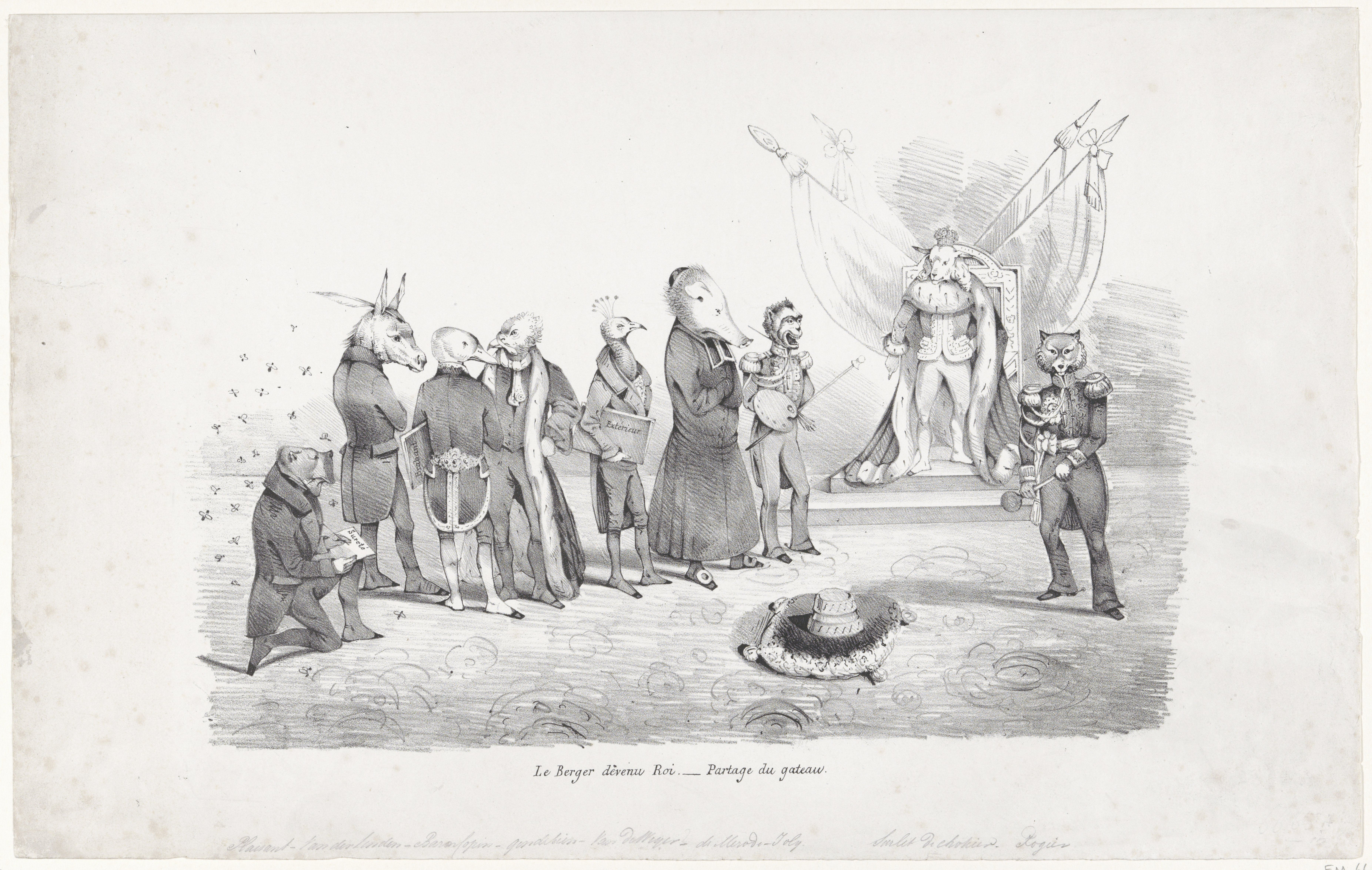
Spotprent op het regentschap van Surlet de Chokier. De regent en zijn ministers zijn voorgesteld als dieren.

De toenadering van België tot het Verenigd Koninkrijk en de kandidatuur van Leopold van Saksen-Coburg voor het koningschap, was niet naar de zin van Surlet de Chokier. Hij was duidelijk voor een toenadering tot Frankrijk, maar hij kon er niets tegen ondernemen. Op 4 juni 1831 werd Leopold verkozen tot eerste koning van België. Hij was zelf geen kandidaat, maar kreeg toch nog 14 stemmen achter zijn naam. In de daaropvolgende weken uitte hij zijn pessimisme over de verdere evolutie. Hij vreesde oorlog, omdat hij dacht dat het Congres de XVIII artikelen niet zouden goedkeuren. Hij vond dat alleen aanhechting bij Frankrijk de vrede kon garanderen. Een Belgisch koninkrijk met Leopold als koning had weinig overlevingskansen, vond hij.

#### Einde
Het liep echter toch beter af dan Surlet de Chokier had gevreesd. Er kwamen enkele schermutselingen, maar geen oorlog, de XVIII artikelen werden goedgekeurd, Leopold aanvaardde de troon en op 21 juli 1831 legde hij de grondwettelijke eed af. Hiermee kwam er na vijf maanden een einde aan het regentschap. Surlet de Chokier werd uitvoerig bedankt voor de bewezen diensten en met een pensioen van tienduizend gulden per jaar naar Gingelom uitgewuifd. In augustus 1831 werd hij nog verkozen tot senator, maar hij weigerde het ambt te aanvaarden en trok zich voorgoed terug uit de nationale politiek. Tot aan zijn overlijden, op 7 augustus 1839, leefde hij als vrijgezel teruggetrokken op het Kasteel van Gingelom en bleef hij alleen nog burgemeester van Gingelom.

## Eerbetoon

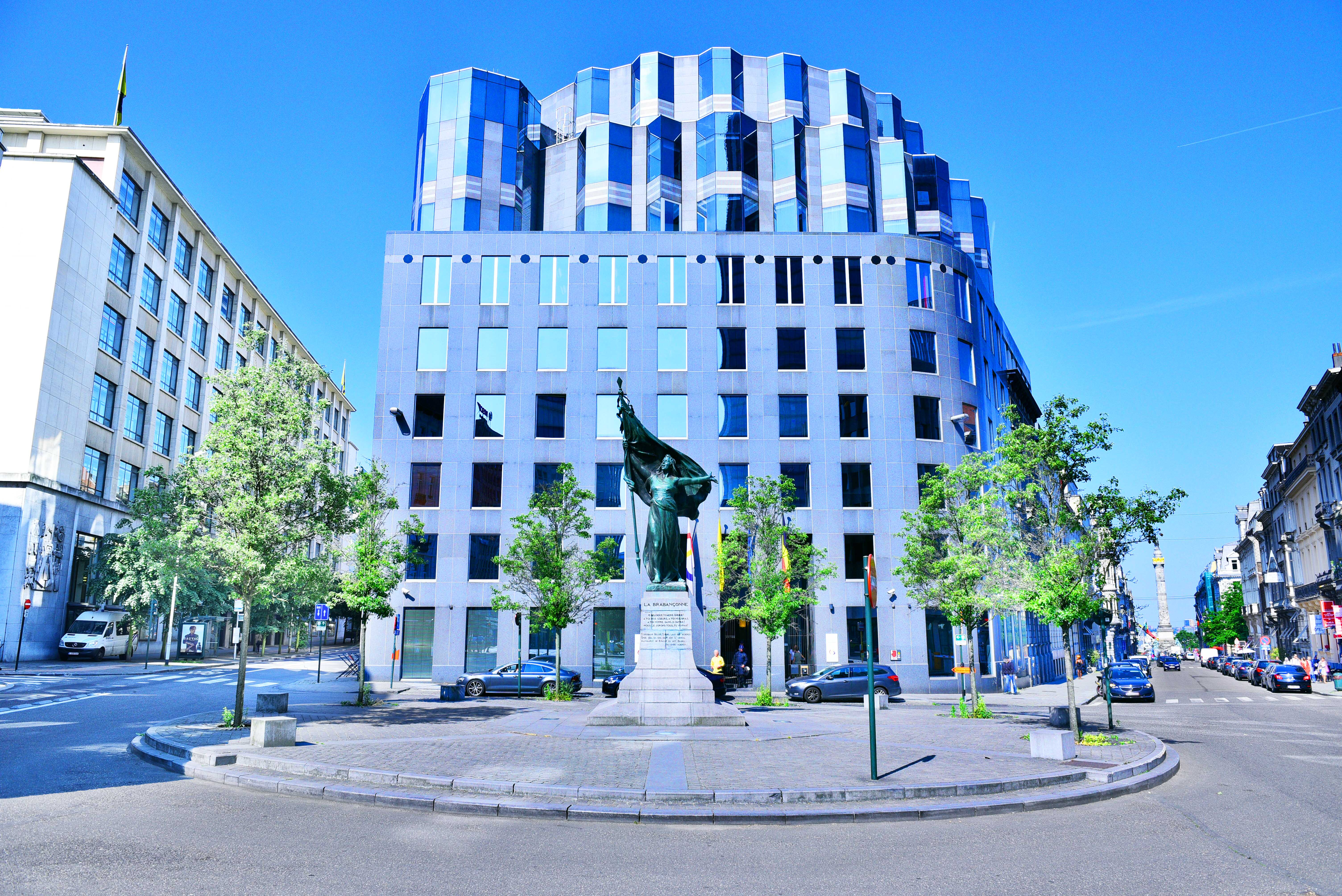
Brabançonnebeeld op het Surlet de Chokierplein in Brussel. Op de achtergrond het gebouw van de Franse Gemeenschapsregering

In 1877 werd tijdens verbouwingswerken in de Onze-Lieve-Vrouw-ter-Sneeuwwijk, in Brussel, als eerbetoon een plein vernoemd naar hem, het Surlet de Chokierplein. Dit plein ligt vlak tegenover het Madouplein. In 1930, werd op het plein ter versiering een bronzen standbeeld, een vrouw die fier de Belgische vlag omhoog steekt, van de bekende beeldhouwer Charles Samuel ingehuldigd. Op de sokkel is een plaat bevestigd met daarop, in het Frans en in het Nederlands, de eerste drie alinea's van de Brabançonne. Het beeld werd op 16 november onthuld.
Sinds 2000 wordt in De Proefbrouwerij te Hijfte, het Belgische bier de Chokier, dat naar de regent vernoemd is, gebrouwen. Het is een amberkleurig bier met een alcoholpercentage van 7%. Het bier werd op de markt gebracht om de herinneringen aan de baron en oud-burgemeester van Gingelom levend te houden. Daarnaast staat er nog een bronzen borstbeeld van de Chokier in de raadszaal van het gemeentehuis van Gingelom en is er een straat in de deelgemeente Gingelom naar hem genoemd: een deel van de voormalige Steenstraat werd omgedoopt tot Surlet de Chokierstraat.